# Platynectes parananus
Platynectes parananus är en skalbaggsart som beskrevs av Sharp 1882. Platynectes parananus ingår i släktet Platynectes och familjen dykare. Inga underarter finns listade i Catalogue of Life.